# Plattsburgh (Ohio)
Plattsburgh (teilweise auch Plattsburg geschrieben) ist eine unincorporierte Siedlung im Zentrum der Harmony Township im Clark County des US-Bundesstaates Ohio, United States. Sie liegt entlang der State Route 54 in der Nähe des Quellgebietes des North Fork Little Miami River.
Plattsburgh gehört zur Springfield, Ohio Metropolitan Statistical Area.

## Geschichte
Plattsburg liegt rund neun Meilen westlich von London und elf Meilen östlich der Ortschaft Springfield. Das Dorf wurde am 30. September 1852 von William Osborn und Amaziah Judy geplant und kartiert, der Landvermesser hieß John B. Fish. Es wurde in 30 Parzellen unterteilt, 1 bis 16 wurden von Osborn geplant und 17 bis 30 von Judy. Das erste Haus auf Parzelle 17 erbeute Bolivar Judy. Im Jahr 1853 wurde durch Andrew Nichelson, Amaziah und Bolivar Judy das Bahnhofsgebäude an der Eisenbahnlinie errichtet. William Osborn ließ auf Parzelle 1 das „Brick Hotel“ errichten, das er mehrere Jahre dort betrieb. Gottesdienste der Unitarier und anderer christlicher Gemeinschaften wurden im „People’s House“ aus dem Jahr 1846 abgehalten. Das neue steinerne Schulgebäude befand sich östlich der Parzellen 23 und 24, es wurde um das Jahr 1848 von William Osborn gestiftet. Zuvor war die Schule ebenso wie die Kirchengemeinschaften in einem kleinen Backsteingebäude aus dem Jahr 1825 untergebracht. Das Postamt von Plattsburgh wurde 1867 eingerichtet und blieb bis 1968 in Betrieb.
Eine Bahnstrecke der Norfolk Southern Railway (ursprünglich New York Central Railroad) von London nach Springfield führt südlich am Ort entlang.
Das Pfarrhaus wurde auf dem Grundstück Nr. 1 gebaut, die Kirche ist auf Nr. 16 errichtet. Zunächst hatte der Ort keinen eigenen Namen, auf dem Vermessungsplan stand ursprünglich „Flatfield“, was später weggegekratzt wurde. 1858 wurde bei einer Bürgerversammlung der Ortsname in Anlehnung zu Plattsburgh, New York, auf Plattsburg festgesetzt.

## Belege
1. ↑  Alden P Steele, Oscar T Martin, W.H. Beers & Co.: Plattsburg. In: The History of Clark County, Ohio: Containing a History of the County; Its Cities, Towns, Etc.; General and Local Statistics; Portraits of Early Settlers and Prominent Men; History of the Northwest Territory; History of Ohio; Map of Clark County; Constitution of the United States, Miscellaneous Matters, Etc. (= Genealogy & local history. LH10711). W. H. Beers and Company, 1881, S. 648 (Textarchiv – Internet Archive).
2. ↑  William Mahlon Rockel: Plattsburg. In: 20th Century History of Springfield, and Clark County, Ohio, and Representative Citizens. Biographical Publishing Company, 1908, S. 343 (Textarchiv – Internet Archive).
3. ↑  Clark County. Jim Forte Postal History, abgerufen am 12. Januar 2016.
4. ↑  Plattsburg United Church of Christ – History. plattsburgucc.org